# Breda Ba.25
Breda Ba.25 je bil italijanski dvosedežni šolski dvokrilnik, ki so ga zasnovali pri italijanski Società Italiana Ernesto Breda (Bredi). Prvi let je bil leta 1931. Ba.25 je bil najbolj pogosto uporabljano italijasnko šolsko letalo v 1930ih.

## Specifikacije (Ba.25)
Podatki iz 
Splošne značilnosti
- Posadka: 2
- Dolžina: 7,80 m (25 ft 7 in) (Breda 25 Idro - 9,1 m (29,86 ft))
- Razpon kril: 9,98 m (32 ft 9 in)
- Višina: 2,8278 m (9 ft 3,33 in) (Breda 25 Idro - 3,6 m (11,81 ft))
- Površina kril: 25,0 m2 (269 sq ft)
- Teža praznega letala: 788 kg (1.738 lb)
- Bruto teža: 2.288 kg (5.044 lb)
- Pogon letala: 1 × Alia Romeo D2 9-valjni zračnohlajeni zvezdasti motor, 180 kW (240 hp)

Zmogljivost
- Maks. hitrost: 205 km/h (127 mph; 111 kn)
- Potovalna hitrost: 195 km/h; 105 kn (121 mph) (Breda 25 Idro - 93 mph (150 km/h))
- Hitrost pri porušitvi vzgona: 71 km/h; 38 kn (44 mph) (Breda 25 Idro - 56 mph (90 km/h))
- Doseg: 499 km; 269 nmi (310 mi)
- Višina leta: 7.498 m (24.600 ft)
- Hitrost vzpenjanja: 2,87 m/s (565 ft/min) [3]